# Bordonhos
Bordonhos is een plaats (freguesia) in de Portugese gemeente São Pedro do Sul en telt 603 inwoners (2001).